# Józef Bilczewski

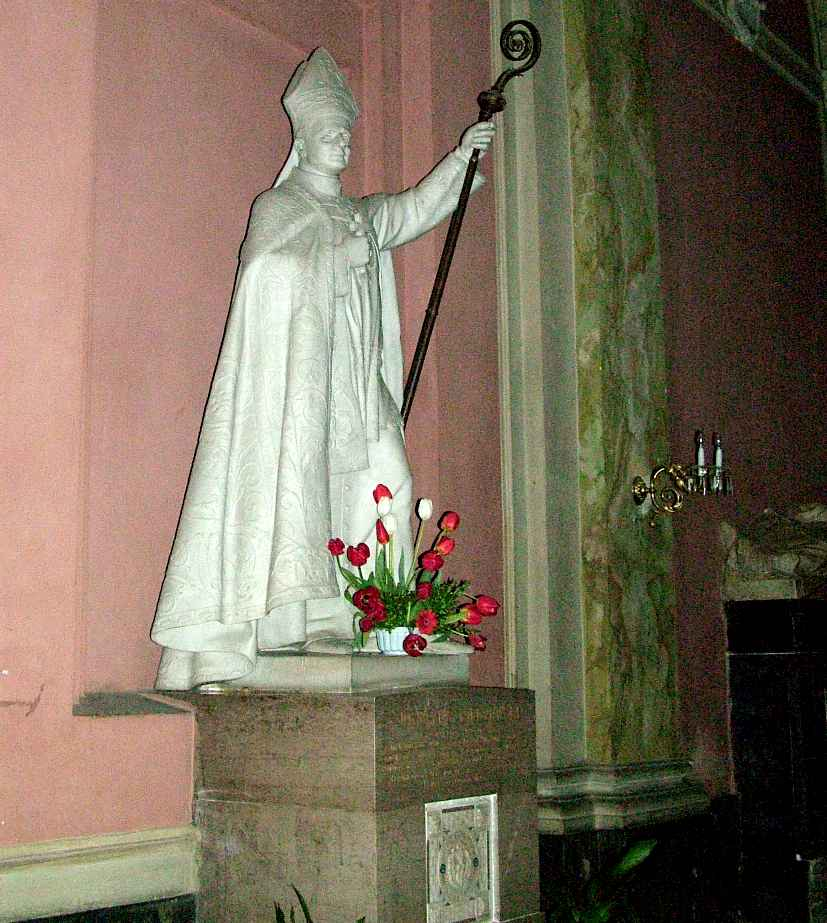
Statuia lui Józef Bilczewski în Catedrala romano-catolică din Liov

Józef Bilczewski (în ucraineană Йосип Більчевський) (n. 26 aprilie 1860, Wilamowice, Galiția; d. 20 martie 1923, Liov) a fost un arhiepiscop și mitropolit romano-catolic de Liov (1900-1923), venerat ca sfânt în Biserica Catolică.

## Biografie
Józef Bilczewski s-a născut la Wilamowice, Comitatul Bielsko, parte a Galiției stăpânită de Austro-Ungaria, astăzi în Polonia. Era cel mai mare dintre cei nouă copii ai unei familii de țărani polonezi. După absolvirea în 1880 a studiilor la Gimnaziul local din Wadowice și obținerea bacalaureatului, s-a înscris la Seminariul Teologic din apropierea Cracoviei. A fost hirotonit ca preot în Cracovia, la 6 iulie 1884, de către Albin Dunajewski, episcopul de Cracovia.  
De la începutul activității preoțești, el și-a continuat studiile teologice, rămânând aproape de enoriașii săi. În 1886 a obținut titlul științific de doctor în teologie la Universitatea din Viena, specializându-se în teologie dogmatică și arheologie creștină. După studii la Paris și la Colegiul Pontifical Polonez de la Roma a devenit în 1890 doctor habilitat la Universitatea Jagielonă din Cracovia.
În anul 1890 Józef Bilczewski a devenit profesor de dogmatică la Universitatea din Liov, devenind apoi decan al Facultății de Teologie (1896-1900) și rector al Universității (în 1900). A scris mai multe lucrări de arheologie și de istorie a Bisericii. El a fost desemnat la 30 octombrie 1900 de împăratul Franz Joseph I ca arhiepiscop de Liov, fiind confirmat de papa Leon al XIII-lea la 17 decembrie 1900. A fost consacrat ca episcop la 20 ianuarie 1901 de către Jan Puzyna de Kosielsko, episcopul Cracoviei, asistat de Andrei Șeptițchi, arhiepiscop și mitropolit greco-catolic de Liov, și Józef Sebastian Pelczar, episcop de Przemyśl.
El i-a consacrat ca episcopi pe Wladyslaw Bandurski (30 decembrie 1906, episcop auxiliar de Liov) și pe Bolesław Twardowski (12 ianuarie 1919, episcop auxiliar de Liov) și a participat la consacrarea episcopilor Leon Wałęga (12 mai 1901, episcop de Tarnów) și Hryhory Khomyshyn (19 iunie 1904, episcop greco-catolic ucrainean de Stanisławów). 
În calitate de arhiepiscop, Bilczewski a înființat ziare și a sprijinit mișcările de protecție socială ale muncitorilor. El a inițiat construirea a peste 330 de biserici noi pe teritoriul Arhidiecezei, inclusiv a monumentalei Biserici Sf. Elisabeta din Liov. A organizat, de asemenea, cursuri pentru preoții care doreau să desfășoare acțiuni sociale în rândul săracilor și a finanțat mai multe societăți catolice. Sprijinul acordat studenților, precum și în construirea de școli, i-au creat o mare popularitate în eparhia lui, nu numai printre catolici, dar și în rândul credincioșilor altor confesiuni. 
În timpul evenimentelor din anii Primului Război Mondial, Bilczewski s-a implicat pentru apărarea populației (polonezi, ucraineni și evrei) din teritoriul păstorit de el, sprijinind constituirea de comitete de ajutorare a muncitorilor din Galiția grav afectați de război și de penuria de alimente. În timpul războiului polono-ucrainean din 1918 și a Asediului Liovului, el a fost responsabil cu organizarea de transporturi de alimente pentru orașul asediat. S-a implicat și în cursul conflictelor civile de la începutul anilor 1920 între ucraineni, polonezi și unitățile Armatei Roșii. În acele conflicte și-au pierdut viața peste 100 de preoți catolici din Arhidieceza de Liov. Riscându-și propria viață, arhiepiscopul Bilczewski a împiedicat existența altor victime în rândul clerului catolic.
Sănătatea lui era deja precară, iar toate eforturile pentru a împăca taberele aflate în conflict l-au slăbit și mai mult. A murit 20 martie 1923 și a fost îngropat în cimitirul Yaniv din Liov, potrivit ultimei sale dorințe.
El a fost beatificat la 26 iunie 2001 de papa Ioan Paul al II-lea, cu prilejul călătoriei sale în Ucraina. La 23 octombrie 2005 a fost canonizat la Roma de papa Benedict al XVI-lea.